# Дітер Гекінг
Дітер Гекінг (нім. Dieter Hecking, нар. 12 вересня 1964, Кастроп-Рауксель) — німецький футболіст, що грав на позиції півзахисника. По завершенні ігрової кар'єри — тренер. Займає посаду головного тренера «Бохума».

## Ігрова кар'єра
Народився 12 вересня 1964 року в місті Кастроп-Рауксель. Гекінг розпочав свою кар'єру в академії клубу «Вестфалія Зост». Наступними юнацькими командами в кар'єрі гравця були «Зостер», «Боруссія» (Ліппштадт) та 1.ФК «Падерборн». У 1983 році Дітер підписав свій перший професійний контракт з клубом Бундесліги «Боруссією» (Менхенгладбах). Проте за два роки він зіграв лише шість матчів у Бундеслізі.
Через це перед сезоном 1985/86 він перейшов до «Гессена» з Другої Бундесліги. У «Гессені» півзахисник провів п'ять сезонів і був основним гравцем команди. Коли клуб вилетів в Оберлігу-Гессен, третій західнонімецький дивізіон, в 1989 році Гекінг став найкращим бомбардиром цієї ліги. За час свого перебування в Касселі Геккінг використовувався в основному як атакуючий півзахисник і нападник.
З 1990 по 1992 рік Дітер грав у Другій Бундеслізі за «Вальдгоф». Він забив 14 м'ячів у 54 іграх чемпіонату, 11 з них у свій перший сезон. Серед його товаришів по команді були майбутня німецька зірка Крістіан Вернс на початку своєї кар'єри та ветеран Норберт Нахтвайг.
У 1992 році Гекінг переїхав у інший клуб Другої Бундесліги «Лейпциг», за який він зіграв 31 матч у сезоні 1992/93 і забив один гол. Він піднявся з клубом в Бундеслігу, в якій у сезоні 1993/94 зіграв 30 матчів, але не зумів врятувати команду від вильоту наприкінці сезону.
Влітку 1994 року Гекінг став гравцем клубу «Падерборн 07», де провів два сезони, а на початку сезону 1996/97 він підписав контракт з клубом «Ганновер 96» з Регіоналліги-Норд. У 1997/98 він піднявся з «Ганновером» до другого дивізіону і зіграв там у наступному сезоні 16 ігор (забивши 5 м'ячів). На « Айнтрахті Брауншвайг» в «Регіоні» Норд, він допустив свою кар'єру в кінці.
Завершив професійну ігрову кар'єру у клубі «Айнтрахт» (Брауншвейг), за який виступав протягом сезону 1999/00 років у Регіоналлізі-Норд.
Загалом за кар'єру Гекінг провів 36 ігор у Бундеслізі, 203 матчі у другому дивізіоні (38 голів), 141 ігор у Регіоналлізі (46 голів) та 61 матчі в Оберлізі (39 голів).

## Кар'єра тренера

### Рання кар'єра (2000–04)
1 липня 2000 року Гекінг розпочав тренерську кар'єру, очоливши клуб Регіоналліги-Норд «Ферль». Його дебютний матч на посаді тренера пройшов 1 серпня 2000 року проти «Айнтрахта» (Брауншвейг) (0:2). Однак після того, як Дітер заявив про свій намір покинути клуб, керівники клубу звільнили його після всього 20 ігор на тренерській лаві. Він був звільнений 31 січня 2001 року. Його останнім матчем стала перемога 2:1 над столичною «Теніс Боруссією». «Ферль» був на сьомому місці у таблиці, коли Геккінг був звільнений.
Гекінг не був вільним протягом тривалого часу і вже 27 березня 2001 року очолив інший клуб Регіоналліги-Норд «Любек». Геккінг зумів закінчити з командою сезон на третьому місці, поступившись лише одним місцем, щоб не підвищитись у класі. Натомість наступного сезону команда виграла свій дивізіон і вийшла в Другу Бундеслігу. Там Геккінг зумів забезпечити «Любеку» 11 місце в сезоні 2002/03 і врятувати від вильоту. У наступному сезоні результати погіршились і клуб вилетів назад до Регіоналліги, зайнявши 15 позицію в другому дивізіоні. Проте у тому ж сезоні клуб показав один з найкращих кубкових результатів, вийшовши у півфінал кубка Німеччини, де їх лише в додатковий час вибив майбутній тріумфатор турніру «Вердер» (Бремен). Тим не менш контракт тренера з клубом продовжений не був і він покинув «Любек» 25 травня 2004 року.

### «Алеманія» (Аахен) (2004-06)
1 липня 2004 року Геккінг став головним тренером команди «Алеманія» (Аахен) з Другої Бундесліги. Тим не менш клуб мав право зіграти у Кубку УЄФА, оскільки він був фіналістом національного кубку у попередньому сезоні, програвши «Вердеру». Оскільки бременський клуб також виграв чемпіонат Німеччини, він був кваліфікований до Ліги чемпіонів і «Алеманія» таким чином зайняла місце «Вердера» в Кубку УЄФА. Аахенський клуб у цьому євротурнірі виграв кілька дуже хороших ігор і перемігшт, серед інших, французький «Лілль» та грецький АЕК вийшли з групи та поступились лише в 1/16 фіналу нідерландському АЗ. У чемпіонаті «Алеманія» зайняла шосте місце, але в наступному сезоні 2005/06 Гекінг привів команду до другого місця та вийшов з нею в Бундеслігу.
Проте Гекінг керував «Алеманією» у вищому дивізіоні лише у трьох матчах. Після цього він вирішив залишити клуб заради свого колишнього клубу «Ганновер 96», куди і перейшов 7 вересня 2006 року, щоб заповнити вакансію, що залишилася після звільнення Пітера Нойрурера за три поспіль поразки на старті сезону. За іронією долі, остання гра для Нойрурера була домашнья поразка 0:3 від «Алеманії» Гекінга. «Алеманія» перебувала на 14-му місці, коли Геккінг покинув клуб. Він закінчив свою роботу з клубом з рекордним рахунком: 42 перемоги, 14 ничиїх і 27 поразок у 82 матчах.

### «Ганновер 96» (2006–09)
Дітер Гекінг офіційно взяв на себе роботу тренера «Ганновера» 7 вересня 2006 року, однак тренер дублюючуої команди Мікаель Шенберг керував матчем Кубку Німеччини з «Динамо» (Дрезден) 9 вересня 2006 року. Гекінг вивів «Ганновер» з похмурого початку, який залишав їх на останньому місці в чемпіонаті на момент його прибуття. Крім того, команда досягла хорошого результату, дійшовши до чвертьфіналу Кубка Німеччини, а сезон закінчила на комфортному 11-му місці в Бундеслізі.

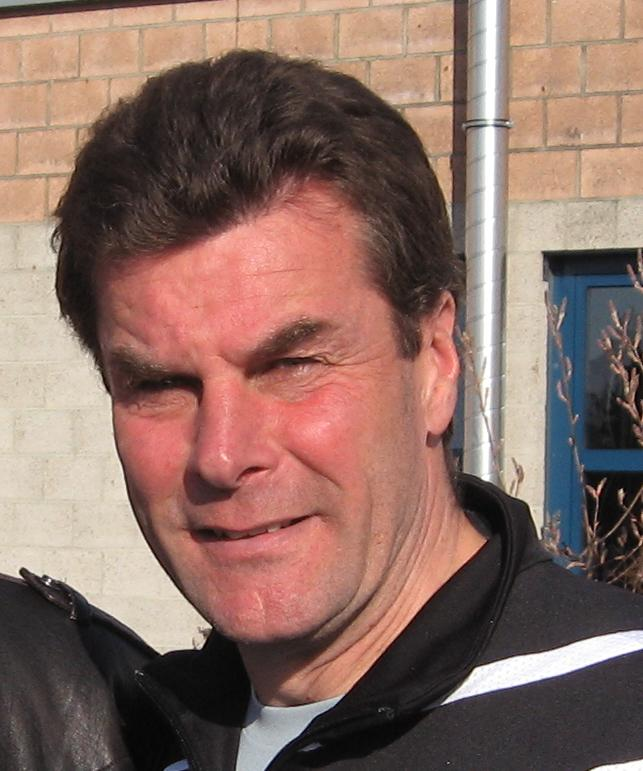
Дітер Гекінг 2010 року під час роботи за «Нюрнберг».

У наступному сезоні «Ганновер» поліпшив свою позицію в лізі, закінчивши сезон восьмим, але в третьому клуб знову став виступати гірше і закінчив сезон 2008/09 на 11-му місці. 19 серпня 2009 року Геккінг добровільно подав у відставку з посади після невдалого початку сезону 2009/10 років. Останній матч Геккінга — 1:1 проти «Майнца», після якого клуб опустився на 14-те місце. Геккінг закінчив роботу з клубом з результатом 39 перемог, 30 нічиїх і 40 поразок у 109 матчах.

### «Нюрнберг» (2009–12)
22 грудня 2009 року Гекінг прийняв пропозицію попрацювати у клубі «Нюрнберг». Гекінг закінчив сезон на 16 місці і змушений був зіграти у плей-оф за право збереження місця в Бундеслізі. «Нюрнберг» виграв обидві гри плей-оф у «Аугсбурга» (1:0 і 2:0) та врятувався від вильоту.
У наступному сезоні 2010/11 «Нюрнберг» дістався до чвертьфіналу Кубку Німеччини, де їх вибило «Шальке 04», а в чемпіонаті клуб закінчив на шостому місці, поступившись лише одним місцем «Майнцу» за право зіграти у Лізі Європи. В третьому сезоні «Нюрнберг» знову погіршив результати і закінчив на 10 місці в Бундеслізі. Після цього по ходу сезону 2012/13 Геккінг застосував пункт у своєму договорі залишити клуб. Його останній матч був нічиєю 1:1 проти «Вердера» 16 грудня 2012 року. «Нюрнберг» був на 14 місці, коли Дітер покинув клуб. Геккінг завершив роботу з клубом з результатом 42 перемоги, 23 нічиїх та 47 поразок у 112 матчах.

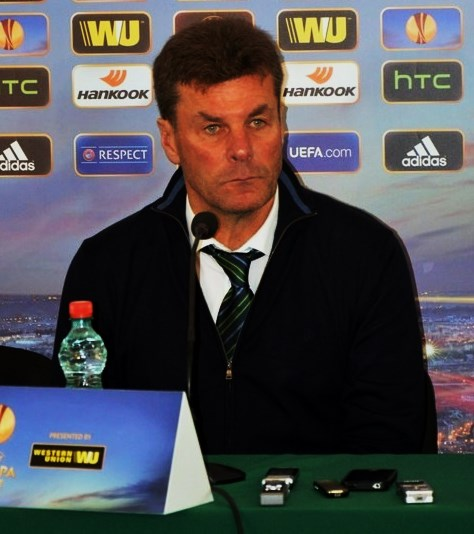
Дітер Гекінг на прес-конференції як тренер «Вольфсбурга». 2014 рік.

### «Вольфсбург» (2012–16)
22 грудня 2012 року Геккінг став наставником «Вольфсбурга». Він дебютував в цій якості 19 січня 2013 року, перемігши з рахунком 2:0 суперників зі «Штутгарта». Дітер очолив команду, коли вона була на 15-му місці в таблиці і закінчив сезон з командою на 11-му місці. У першому повноцінному сезоні на посаді головного тренера «вовки» з Гекінгом закінчили сезон на 5-му місці і кваліфікувались у Лігу Європи. В цьому турнірі команда виступала також досить вдала, зокрема у березні 2015 року команда Геккінга перемогла міланський «Інтернаціонале» 3:1 у першому матчі та 2:1 у другому. Лише у чвертьфіналі «вовків» зупинив інший італійський клуб «Наполі».
Проте найбільшими досягнення «Вольфсбурга» стали національні турнірі — під керівництвом Дітера 2015 року «вовки» виграли Кубок і Суперкубок Німеччини, а також стали віце-чемпіонами Німеччини. Це були перші великі трофеї Гекінга. Сам наставник був визнаний найкращим тренером країни 2015 року.
З наступного сезону розпочався спад у грі клубу — у Лізі чемпіонів «Вольфсбург» виграв групу В, але зрештою був ліквідований «Реалом» у чвертьфіналі турніру. Чемпіонат же клуб закінчив лише на восьмому місці, не кваліфікувавшись навіть до Ліги Європи на наступний сезон.
17 жовтня 2016 року Дітер був звільнений з поста головного тренера «Вольфсбурга». Клуб, в 7 матчах набравши 6 очок, перебував на 14 місці в турнірній таблиці. Геккінг завершив роботу з клубом з результатом 81 перемоги, 42 нічиїх та 43 поразки в 166 матчах.

### «Боруссія» (Менхенгладбах) (2016–2019)
22 грудня 2016 року очолив менхенгладбахську «Боруссію», замінивши звільненого Андре Шуберта. Контракт розрахований до 2019 року. Дітер зумів покращити результат команди і закінчив з нею той сезон на 11 місці. Наступного року вона фінішувала дев'ятою, а ще за рік — п'ятою, кваліфікувавшись до Ліги Європи. Попри це, допрацювавши контракт і не отримавши пропозиції щодо його подовження, по завершенні того сезону 2018/19 залишив менхенгладбаську команду.

### «Гамбург» (2019–2020)
29 травня 2019 року уклав однорічний тренерський контракт з клубом «Гамбург», представником Другої Бундесліги. Команда Гекінга завершила сезон на четвертому місці другого дивізіону, не зумівши підвишитися у класі, і 4 липня 2020 року тренер залишив Гамбург.

### Статистика

#### Тренерська
Станом на 28 червня 2020
| Клуб               | З               | По             | Результат | Результат | Результат | Результат | Результат | Результат | Результат | Результат | Результат            |
| Клуб               | З               | По             | І         | В         | Н         | П         | ГЗ        | ГП        | РГ        | В %       | Прим.                |
| ------------------ | --------------- | -------------- | --------- | --------- | --------- | --------- | --------- | --------- | --------- | --------- | -------------------- |
| «Ферль»            | 1 липня 2000    | 31 січня 2001  | 20        | 8         | 7         | 5         | 29        | 26        | +3        | 40,00     | [ 4 ]                |
| «Любек»            | 27 березня 2001 | 25 травня 2004 | 119       | 51        | 24        | 44        | 202       | 178       | +24       | 42,86     | [ 10 ]               |
| «Алеманія» (Аахен) | 1 червня 2004   | 7 вересня 2006 | 83        | 42        | 14        | 27        | 142       | 92        | +50       | 50,60     | [ 13 ] [ 18 ]        |
| «Ганновер 96»      | 7 вересня 2006  | 19 серпня 2009 | 109       | 39        | 30        | 40        | 154       | 174       | −20       | 35,78     | [ 21 ] [ 24 ] [ 25 ] |
| «Нюрнберг»         | 22 грудня 2009  | 22 грудня 2012 | 112       | 42        | 23        | 47        | 143       | 151       | −8        | 37,50     | [ 28 ] [ 31 ] [ 32 ] |
| «Вольфсбург»       | 22 грудня 2012  | 17 жовтня 2016 | 166       | 81        | 42        | 43        | 288       | 219       | +69       | 48,80     | [ 35 ] [ 39 ] [ 41 ] |
| «Боруссія»         | 21 грудня 2016  | 19 травня 2019 | 98        | 43        | 23        | 32        | 158       | 134       | +24       | 43,88     |                      |
| «Гамбург»          | 29 травня 2019  | 4 липня 2020   | 36        | 14        | 13        | 9         | 65        | 50        | +15       | 38,89     |                      |
| Всього             | Всього          | Всього         | 742       | 320       | 175       | 247       | 1173      | 1025      | —         | 43,13     | —                    |

#### Результати по сезонах
| Клуб         | Сезон   | Чемпіонат | Чемпіонат | Чемпіонат | Чемпіонат | Чемпіонат | Чемпіонат | Чемпіонат | Чемпіонат | Кубок | Єврокубки | Інші | Прим.         |
| Клуб         | Сезон   | І         | В         | Н         | П         | ГЗ        | ГП        | В %       | Міс.      | Міс.  | Міс.      | Міс. | Прим.         |
| ------------ | ------- | --------- | --------- | --------- | --------- | --------- | --------- | --------- | --------- | ----- | --------- | ---- | ------------- |
| «Ферль»      | 2000–01 | 20        | 8         | 7         | 5         | 29        | 26        | 40,00     | 7         | —     | —         | —    | [ 4 ]         |
| «Любек»      | 2000–01 | 10        | 5         | 2         | 3         | 21        | 14        | 50,00     | 3         | —     | —         | —    | [ 6 ]         |
| «Любек»      | 2001–02 | 34        | 20        | 5         | 9         | 70        | 46        | 58,82     | 1         | 1Р    | —         | —    | [ 7 ]         |
| «Любек»      | 2002–03 | 34        | 13        | 5         | 16        | 51        | 50        | 38,24     | 11        | 1Р    | —         | —    | [ 8 ]         |
| «Любек»      | 2003–04 | 34        | 9         | 12        | 13        | 47        | 57        | 26,47     | 15        | 1/2   | —         | —    | [ 9 ] [ 10 ]  |
| «Любек»      | Всього  | 112       | 47        | 24        | 41        | 189       | 167       | 41,96     | —         | —     | —         | —    | —             |
| «Алеманія»   | 2004–05 | 34        | 16        | 6         | 12        | 60        | 40        | 47,06     | 6         | 2Р    | 2Р        | —    | [ 13 ]        |
| «Алеманія»   | 2005–06 | 34        | 20        | 5         | 9         | 61        | 36        | 58,82     | 2         | 2Р    | —         | —    | [ 14 ]        |
| «Алеманія»   | 2006–07 | 3         | 1         | 0         | 2         | 3         | 4         | 33,33     | 14        | —     | —         | —    | [ 15 ] [ 17 ] |
| «Алеманія»   | Всього  | 71        | 37        | 11        | 23        | 124       | 80        | 52,11     | —         | —     | —         | —    | —             |
| «Ганновер»   | 2006–07 | 31        | 12        | 8         | 11        | 39        | 39        | 38,71     | 11        | 1/4   | —         | —    | [ 21 ] [ 22 ] |
| «Ганновер»   | 2007–08 | 34        | 13        | 10        | 11        | 54        | 56        | 38,24     | 8         | 2Р    | —         | —    |               |
| «Ганновер»   | 2008–09 | 34        | 10        | 10        | 14        | 49        | 69        | 29,41     | 11        | 2Р    | —         | —    |               |
| «Ганновер»   | 2009–10 | 2         | 0         | 1         | 1         | 1         | 2         | 00.00     | 14        | 1Р    | —         | —    | [ 24 ]        |
| «Ганновер»   | Всього  | 101       | 35        | 29        | 37        | 143       | 166       | 34,65     | —         | —     | —         | —    | —             |
| «Нюрнберг»   | 2009–10 | 17        | 5         | 4         | 8         | 20        | 26        | 29,41     | 16        | —     | —         | П    | [ 28 ] [ 27 ] |
| «Нюрнберг»   | 2010–11 | 34        | 13        | 8         | 13        | 47        | 45        | 38,24     | 6         | 1/4   | —         | —    |               |
| «Нюрнберг»   | 2011–12 | 34        | 12        | 6         | 16        | 38        | 49        | 35,29     | 10        | 1/8   | —         | —    |               |
| «Нюрнберг»   | 2012–13 | 17        | 5         | 5         | 7         | 17        | 22        | 29,41     | 14        | 1Р    | —         | —    | [ 30 ] [ 31 ] |
| «Нюрнберг»   | Всього  | 102       | 35        | 23        | 44        | 122       | 142       | 34,31     | —         | —     | —         | —    | —             |
| «Вольфсбург» | 2012–13 | 17        | 5         | 9         | 3         | 30        | 25        | 29,41     | 11        | 1/2   | —         | —    |               |
| «Вольфсбург» | 2013–14 | 34        | 18        | 6         | 10        | 63        | 50        | 52,94     | 5         | 1/2   | —         | —    |               |
| «Вольфсбург» | 2014–15 | 34        | 20        | 9         | 5         | 72        | 38        | 58,82     | 2         | П     | 1/4       | —    | [ 35 ]        |
| «Вольфсбург» | 2015–16 | 34        | 12        | 9         | 13        | 47        | 49        | 35,29     | 8         | 2Р    | 1/4       | П    | [ 37 ] [ 39 ] |
| «Вольфсбург» | 2016–17 | 7         | 1         | 1         | 5         | 4         | 8         | 14,29     | 14        | 2Р    | —         | —    |               |
| «Вольфсбург» | Всього  | 126       | 56        | 34        | 36        | 216       | 170       | 44,44     | —         | —     | —         | —    | —             |
| «Боруссія»   | 2016–17 | 9         | 5         | 1         | 3         | 15        | 9         | 55,56     |           |       | 1/8       |      |               |
| Загалом      | Загалом | 506       | 188       | 129       | 189       | 838       | 760       | 37,15     | —         | —     | —         | —    | —             |

## Титули і досягнення

### Як тренера
- Володар Кубка Німеччини (1):

«Вольфсбург»: 2014–15
- Володар Суперкубка Німеччини (1):

«Вольфсбург»: 2015